# Familienplanungsprogramm Indonesiens
Das Familienplanungsprogramm Indonesiens (Keluarga Berencana) enthält Maßnahmen zur Lösung verschiedener Probleme des südostasiatischen Inselstaates. Oberste Zielsetzung ist dabei die Geburtenraten zu reduzieren, dazu wurden und werden verschiedene Bevölkerungsgruppen und Religionsgemeinschaften einbezogen.

## Geschichte
Zu Beginn der 1950er Jahre schlossen sich in Indonesien Ärzte, Hebammen und weitere Experten zusammen, um Probleme der Gesundheitsversorgung von Müttern und Kindern anzugehen. Sie initiierten ein Programm, welches später als Keluarga Berencana („Familienplanung“) bekannt wurde.
Ihre Bemühungen führten zur Einrichtung der Familienplanungsgemeinschaft (PKBI – Perkumpulan Keluarga Berencana Indonesia) im Jahre 1957. Diese entwickelt bis heute verschiedenste Programme zur Familienplanung.
Diese Programme waren möglichst einfach konzipiert und wurden hauptsächlich als Maßnahmen zur Gesundheitsversorgung von Mutter und Kind propagiert.
1966 setzte sich in der indonesischen Regierung die Erkenntnis durch, dass durch Familienplanung ein positiver Beitrag zur Entwicklung des Landes möglich ist. 1967 unterzeichnete der damalige Präsident Suharto gemeinsam mit 29 weiteren Regierungsführern die World Population Declaration. Dadurch verpflichtete sich seine Regierung, besonderes Augenmerk auf die Bevölkerungsentwicklung zu legen.
1970 wurde ein eigenes Ministerium gegründet, um das Familienplanungsprogramm voranzutreiben. Die nationale Behörde für Familienplanung, abgekürzt BKKBN (Badan Koordinasi Keluarga Berencana Nasional), entwickelte eine Vielzahl von Familienplanungsmaßnahmen.
Zu dieser Zeit sah die BKKBN einen großen Erfolg darin, dass es ihr gelang, 50.000 Teilnehmer für ihre Programme zu gewinnen. Der Begriff Familienplanung führte in der Öffentlichkeit kaum zu Kontroversen.
Eine Befragung, die Ende 1987 durchgeführt wurde, zeigte die bis dahin erreichten Erfolge des indonesischen Familienplanungsprogramms auf. Die Umfrage wurde durch das Central Bureau of Statistics and Westinghouse in 20 Provinzen durchgeführt. In diesen 20 Provinzen lebten ca. 93 Prozent der Bevölkerung des Landes. Dabei kam heraus, dass 94 Prozent aller verheirateten Frauen eine moderne Verhütungsmethode kannten. 63,1 Prozent der Frauen, die verheiratet waren, hatten schon einmal verhütet und davon verwendeten 94,5 Prozent eine moderne Methode.
Inzwischen (2007) zählt die BKKBN 12 bis 17 Millionen Teilnehmer in ganz Indonesien, täglich kommen zwischen 15 000 und 20 000 hinzu.

## Umsetzung der Programme
Zu Beginn der Programme stand der gesundheitsorientierte Auftrag klar im Vordergrund. Zuerst musste die Regierung Kommunikations-, Informations- und Ausbildungsarbeit leisten, um ihre Angebote der Bevölkerung überhaupt zugänglich machen zu können. Anfangs waren die Programme deshalb auf Kliniken auf den Inseln Java und Bali beschränkt.
Die Regierung zweifelte zunächst, ob ihr Vorhaben in der Bevölkerung auf die erhoffte Akzeptanz stoßen würde. Um dies zu gewährleisten, war es entscheidend, die Religionen und deren Führer, allen voran die des Islam, von Sinnhaftigkeit und Notwendigkeit der erdachten Programme zu überzeugen. Die Islamischen Rechtsgelehrten (die Ulama) argumentierten aus ihrem traditionellen Religionsverständnis heraus zunächst gegen das Planungsprogramm, ließen sich jedoch schließlich von dem Argument der Förderung der Gesundheit von Mutter und Kind überzeugen. Auch auf dem Islamischen Kongress von Aceh, auf dem die Notwendigkeit einer nachhaltigen Entwicklung auch für islamische Länder betont wurde, wurde dies bestätigt; Familienplanung widerspreche nicht dem Koran.
Die indonesische Regierung teilte der Bevölkerung ihre Strategien Stück für Stück mit, um größere Kontroversen zu verhindern. Das gesamte Programm wurde in drei Stufen unterteilt.

### Erste Stufe
In der ersten Stufe ging es darum, den Bürgern die Notwendigkeit und die Attraktivität des Programms näher zu bringen. Die Kleinfamilie mit zwei Kindern wurde als Norm propagiert. Erfolgsfaktoren dieser Stufe waren die wachsende Akzeptanz und die Anzahl der Organisationen und deren Mitarbeiter und Helfer, die auf dem Gebiet der Familienplanung tätig waren. Die zentrale Leitung des Programms lag bei der BKKBN.

### Zweite Stufe
Nachdem die Anzahl der Teilnehmer, die für das Programm gewonnen werden konnten, entsprechend hoch war, wurden die Bemühungen darauf konzentriert, allen Teilnehmern eine angemessene Versorgung zur Verfügung zu stellen und die Aktivität der bereits gewonnenen Teilnehmer hoch zu halten. Dies wollte man durch mobile Familienplanungs-Teams erreichen, die öfter die beteiligten Dörfer aufsuchen und Planungsaktivitäten mit Gesundheitsvorsorgeaufgaben kombinierten. Weiterhin wurden bewusst verschiedene Methoden zur Schwangerschaftsverhütung angeboten, wobei gleichzeitig erklärt wurde, welche Methode am besten für die jeweiligen Teilnehmer geeignet ist.
Die Anzahl der Methoden wurden ständig erhöht. Diese Aktionen waren Teil der Kampagne KB Mantap (beständige Familienplanung) und der Kampagne „Sichere und Moderne Verhütung“. Diese Programme beinhalteten verschiedene Formen des IUD (Intrauterinpessar – die sogenannte Spirale), um Frauen eine langfristige Familienplanung zu ermöglichen.
In der zweiten Stufe wurde der Erfolg an der Zahl der aktiven Familienplanungsteilnehmer gemessen, wobei insbesondere die längerfristige Teilnahme am Projekt gefördert wurde.

### Dritte Stufe
In dieser Stufe lag das Hauptaugenmerk darauf, die Familienplanung als gesellschaftliche Aufgabe innerhalb der wirtschaftlichen und sozialen materiellen Lebensverhältnisse zu etablieren. Die Gesellschaft war nun aufgerufen selbst Verantwortung zu übernehmen. Familienplanung wurde zu einem festen Bestandteil der gesellschaftlichen Aktivitäten. Dies zeigte sich darin, dass im Jahre 1988 mehr als 2 Millionen Teilnehmer private Beratungen zur Familienplanung bei Ärzten und Hebammen in Anspruch nahmen. Dadurch konnte die BKKBN erkennen, dass ihre Programme erfolgreich waren und sie konnte vor allem angesichts der knapper werdenden Mittel Kosten senken.
Da sich die Reife der Teilnehmer inzwischen erhöhte, hatten sie nun mehrere Möglichkeiten, so dass sich drei Gruppen unterscheiden lassen:
- a) Teilnehmer, die in vollem Umfang Leistungen der Regierung erhalten,
- b) Familien, die nur noch teilweise von der Regierung unterstützt werden und
- c) Teilnehmer, die eigenständig die Finanzierung der Familienplanung leisten können.

## Schritte zur Umsetzung
1. Es wurden Verbesserungen in den Organisationen erzielt: In der Ausbildung, Information und Kommunikation. Dadurch konnte der Einsatz national koordiniert werden.
2. Des Weiteren war es jetzt möglich, die Belegschaft, die mit der Familienplanung bei BKKBN befasst war, so auszubilden, dass sie ihre Aufgaben auf professionelle Weise erledigen konnte.
3. Die Mitarbeiter der BKKBN erhielten eine Grundausrüstung, mit deren Hilfe es möglich wurde, verschiedenste Maßnahmen der Familienplanung durchzuführen. Diese Utensilien verteilte man mit Hilfe des Bevölkerungsfonds der Vereinten Nationen (UNFPA), der Weltbank und anderen. Fahrzeuge und Anschauungsmaterial konnten ländlichen Regionen zur Verfügung gestellt werden. Dies machte die Umsetzung des Familienplanungprogramms wesentlich einfacher als in der Vergangenheit. Ein weiterer Beitrag zur Verbesserung war die bessere Ausbildung der sogenannten Fieldworker und deren zunehmende Zahl. In vielen Regionen wurden Ausbildungs- und Trainingszentren gegründet.
4. Verschiedenste Vernetzungsansätze wurden unternommen, so wurden etwa eine Reihe von Radio- und Fernsehprogrammen zum Thema ausgestrahlt.
5. Das Zielpublikum der Programme wurde in Gruppen unterteilt, dadurch konnte man bestimmte Personengruppen besser ansprechen.
6. Mit jedem Schritt wurden die Maßnahmen so gestaltet, die Handlungsweise natürlich zu verbessern. Auf diese Weise wurde das genaue Verständnis von Problemen eine immer wichtigere Aufgabe, deshalb wich das frühere Verhalten immer mehr rationalen Einstellungen.
7. Die Allgemeinheit wurde regelmäßig zur Eingliederung in die Familienplanung „abgeholt“, zum Beispiel zu Segeltörns oder Safaritouren.
8. Jeder Schritt bringt drei Herangehensweisen mit sich. Und zwar die Ausdehnung und Entwicklung der Reichweite, die Aufrechterhaltung und Verbesserung der Qualität und die Institutionalisierung und Kulturalisierung.
9. Abgesehen von der Einteilung der Gesellschaft in einzelne Gruppen, wurden verschiedene Aktivitäten durchgeführt, die so abgestimmt waren, dass sie sich an festgelegte Ziele und Zwecke anpassten. Man nannte dies die Panca Karya (fünf Programme) Strategie, sie sollte folgendes abdecken:
  - Aktionen für Ehepaare unter 30 mit nur einem Kind (die darin bestärkt wurden, nicht mehr als zwei Kinder zu bekommen)
  - Aktionen für Ehepaare über 30 mit drei oder mehr Kindern (die keine weiteren Kinder mehr bekommen sollten)
  - Aktionen für die junge Generation, in der Hoffnung, dass sie die Zwei-Kind-Familie als Norm akzeptieren würde
  - Verschiedenste Aktionen, mit dem hauptsächlichen Ziel, die Kleinfamilie zu institutionalisieren und zu fördern und Familienplanung in neu errichteten Gemeinden voranzutreiben
  - Verschiedenste Aktionen, um hauptsächlich den psychologischen Prozess der Institutionalisierung und die Überwindung von Widerständen gegen die Kleinfamilie als Norm, die auf überkommenen Lebenseinstellungen beruhen, zu fördern

## Ergebnis
Das indonesische Familienplanungsprogramm kann als sehr erfolgreich eingestuft werden. Dafür spricht die sehr positive Entwicklung der Indikatoren für Bevölkerungsentwicklung, die sog. zusammengefasste Fruchtbarkeitsziffer. Diese sank zwischen 1970 und 1994 von 5,47 auf 2,76. Heute (2015) liegt dieser Wert bei geschätzten 2,15, was einem Bevölkerungswachstum von 0,92 Prozent pro Jahr entspricht.
Zum anderen ist die große Aufmerksamkeit, die die indonesische Regierung aufgrund des Programms und dessen Durchführung erhielt, ein Lob an sich:
Die Regierungen von Bangladesch, der Volksrepublik China, Indien und Vietnam schicken regelmäßig Ärzte und Spezialisten zur Fortbildung nach Indonesien. Dabei sollen sie vor allem von praktischen Erfahrungen bei der Implementierung und Aufrechterhaltung des KB-Programms profitieren. Auch die Deutsche Bundesregierung bezieht Informationen von der indonesischen Regierung mit ein, um ähnliche Programme in anderen Ländern besser unterstützen zu können.